# Somali (regija)
Somali (somalski: Gobolka Somaalida), je najistočnija od devet regija Etiopije. Ova regija zvala se i  Zapadni Somali i Ogadenija, upravno sjedište je grad Jijiga. Nekoć je glavni grad regije bio grad Gode sve do 1994., kad je nakon ustavnih promjena izmješten u Jijigu. 
Ostali veći gradovi ove regije su: Degehabur, Kebri Dahar, Šilavo, Geladin, Kelafo, Verder i Šinile. Regija graniči s jugozapada s Kenijom, sa zapada s etiopskim regijama Oromija, Afar i Dire Dawa sa sjevera s Džibutijom i sa Somalijom sa sjevera, istoka i juga.

## Karakteristike
Ova regija prostire se na teritoriju nekadašnjih pokrajina Ogaden i Hararghe. Većina stanovnika su Somalci, pa tako postoji veliki unutrašnji separatistički pokret kojem je cilj odvojanje od Etiopije i pripojenje Somaliji. Zbog tog je Somalija 1970. napala Etiopiju želivši tako pomoći lokalnim gerilcima za takozvanog Ogadenskog rata.
Jake kiše u svibnju 2005., uzrokovale su poplave u Regiji Somali, u kojima je poginulo 100 ljudi, a 100,000 je imalo štete ( 25,000 ostalo je bez doma).

## Stanovništvo
Prema podatcima Središnje statističke agencije Etiopije (SSA) za 2007. Regija Somali imala je ukupno 4,439,147 stanovnika, od kojih je 2,468,784 bilo muškaraca te 1,970,363 žena. Po gradovima je živjelo 621,210 ili 14% stanovnika. Sa svojih 279,252 km², ova regija ima prosječnu gustoću naseljenosti od 15.9 stanovnika na 1 km². 
Najveća etnička grupa u regiji su Somalci (97.2%), Oromci (0.46%), Amharci (0.66%), Somalci rođeni izvan regije (0.20%) i Gurage (0.12%). 
Najveći broj njih 98.4% stanovnika su muslimani, 0.6% su slijedbenici Etiopske tevahedo Crkve, a 1.0 % su slijedbenici nekih drugih religija.
Najveći broj stanovnika regije govori Somalski jezik njih 95.9%, Oromifu govori 2.24%, Amharski 0.92%, i Guragu 0.033%.

## Gospodarstvo
Prema podacima Središnje statističke agencije Etiopije za 2005. stočari Regije Somali držali su 459,720 krava (što je predstavljalo oko
1.19%% svih etiopskih krava), 463,000 ovaca (2.66%), 650,970 koza (5.02%), 91,550 magaraca (3.66%), 165,260 deva (36.2%), 154,670 svih vrsta peradi (0.5%) i 5,330 pčelinjih košnica (0.12%).

## Predsjednici Izvršnog odbora
- Abdulahi Muhammed Sa'adi (Ogadenska nacionalna oslobodilačka fronta-ONLF) (siječanj 1993. - studeni 1993.)
- Hassan Jire Kalinle (ONLF) (1993. - travanj1994.)
- Ugaz Abdulrahman Abd Ghani (travanj 1994. - studeni 1994.)
- Id Tahir Farah (Etiopsko-somalska demokratska liga - ESDL) (1995. - listopad 1997.)
- Mohammed Ma'alin Ali (ONLF) (listopad 1997. - listopad 2000.)
- Abdul Reshid Dulane (Somalijska narodna demokratska stranka) (listopad 2000. – 2003.)
- Abdul Jibril (acting) (SNDS) (2003. - listopad 2005.)
- Abdulahi Hassan Mohammed (SNDS) (listopad 2005. - listopad 2008.)
- Daud Mohamed Ali (SNDS) (listopad 2008. -  do danas)

## Vanjske poveznice
- Karta Regije Somali (PDF)
- Službene stranice Regije Ogaden-Somali  Arhivirana inačica izvorne stranice od 5. prosinca 2012. (Wayback Machine)